# Sweating Bullets (canción)
«Sweating Bullets» (en español: «Transpirando Balas») es una canción del grupo de thrash metal Megadeth de su álbum de 1992 Countdown to Extinction. La canción fue escrita totalmente por Dave Mustaine.
La canción tiene 3 versiones la original que dura 5:05, otra que contiene un intro de guitarra durando 5:27 (esta versión es la que aparece en el juego Guitar Hero 5) y otra (la del vídeo) que dura 4:29. La canción habla de la locura y la paranoia

## Vídeo musical
El vídeo musical muestra principalmente a Dave Mustaine en un manicomio, comenzando cuando se mira en un espejo. De repente una mano le toca el hombro y cuando voltea descubre que es él mismo. Después se ve a varios Daves haciendo cosas raras como orinar en una pared, patearse a sí mismos o discutir; y en una escena se ve a Mustaine sentado en una silla sosteniendo su cerebro mientras otros 2 Mustaines cantan alrededor. Cuando llega el momento del solo, la cámara cruza por otros cuartos donde se encuentran los demás integrantes del grupo (los de esa época: Marty Friedman, Nick Menza y David Ellefson) uno en cada celda y todos en estado de paranoia, con la diferencia de que ellos tienen sus respectivos instrumentos.